# Carrizo Hill
Carrizo Hill és una concentració de població designada pel cens dels Estats Units a l'estat de Texas. Segons el cens del 2000 tenia 548 habitants.

## Demografia
Segons el cens del 2000, Carrizo Hill tenia 548 habitants, 154 habitatges, i 135 famílies. La densitat de població era de 440,8 habitants per km².
Dels 154 habitatges en un 57,1% hi vivien nens de menys de 18 anys, en un 71,4% hi vivien parelles casades, en un 11% dones solteres, i en un 11,7% no eren unitats familiars. En el 9,7% dels habitatges hi vivien persones soles el 5,2% de les quals corresponia a persones de 65 anys o més que vivien soles. El nombre mitjà de persones vivint en cada habitatge era de 3,56 i el nombre mitjà de persones que vivien en cada família era de 3,82.
Per edats la població es repartia de la següent manera: un 39,4% tenia menys de 18 anys, un 10,2% entre 18 i 24, un 25% entre 25 i 44, un 20,3% de 45 a 60 i un 5,1% 65 anys o més.
L'edat mediana era de 26 anys. Per cada 100 dones de 18 o més anys hi havia 93 homes.
La renda mediana per habitatge era de 14.167 $ i la renda mediana per família de 17.273 $. Els homes tenien una renda mediana de 23.750 $ mentre que les dones 14.861 $. La renda per capita de la població era de 22.860 $. Aproximadament el 50,8% de les famílies i el 42,6% de la població estaven per davall del llindar de pobresa.

## Poblacions més properes
El següent diagrama mostra les poblacions més properes.